# Gerardo Gatell Valls
Gerardo Gatell Valls (* 6. September 1940 in Torredembarra, Spanien; † vor dem 24. Mai 1989) war ein spanischer Fußballspieler.
Der Abwehrspieler spielte in den 1960er Jahren zwei Spielzeiten für Español Barcelona. In der Saison 1963/64 sind dabei acht Spiele belegt. In der Folgesaison absolvierte er 27 Spiele für Levante UD. 21 Einsätze stehen für ihn in der Saison 1966/67 bei Deportivo La Coruña zu Buche. Real Valladolid, Linense, Sporting Mahonés, Europa, Yeclano, Girona und Vinaroz sind als weitere Stationen seiner fußballerischen Aktivität verzeichnet. Beim B-Länderspiel am 15. November 1964 gehörte er beim 3:0-Heimsieg Spaniens gegen Portugal zum Aufgebot seines Landes, wurde jedoch nicht eingesetzt. Gatell, der im Alter von 32 Jahren seine Karriere beendete, nahm später unter anderem an der Seite von Antonio Ruiz Cervilla, Isidro Sánchez García-Figueras, Manuel Vilanova Rebollar und Jesús María Pereda an der Trainerausbildung teil und bestand im Juli 1972 mit der Note notable (auf Deutsch in etwa: bemerkenswert). Gatell verstarb im Alter von 48 Jahren an einem Herzinfarkt.